# Eygurande-et-Gardedeuil

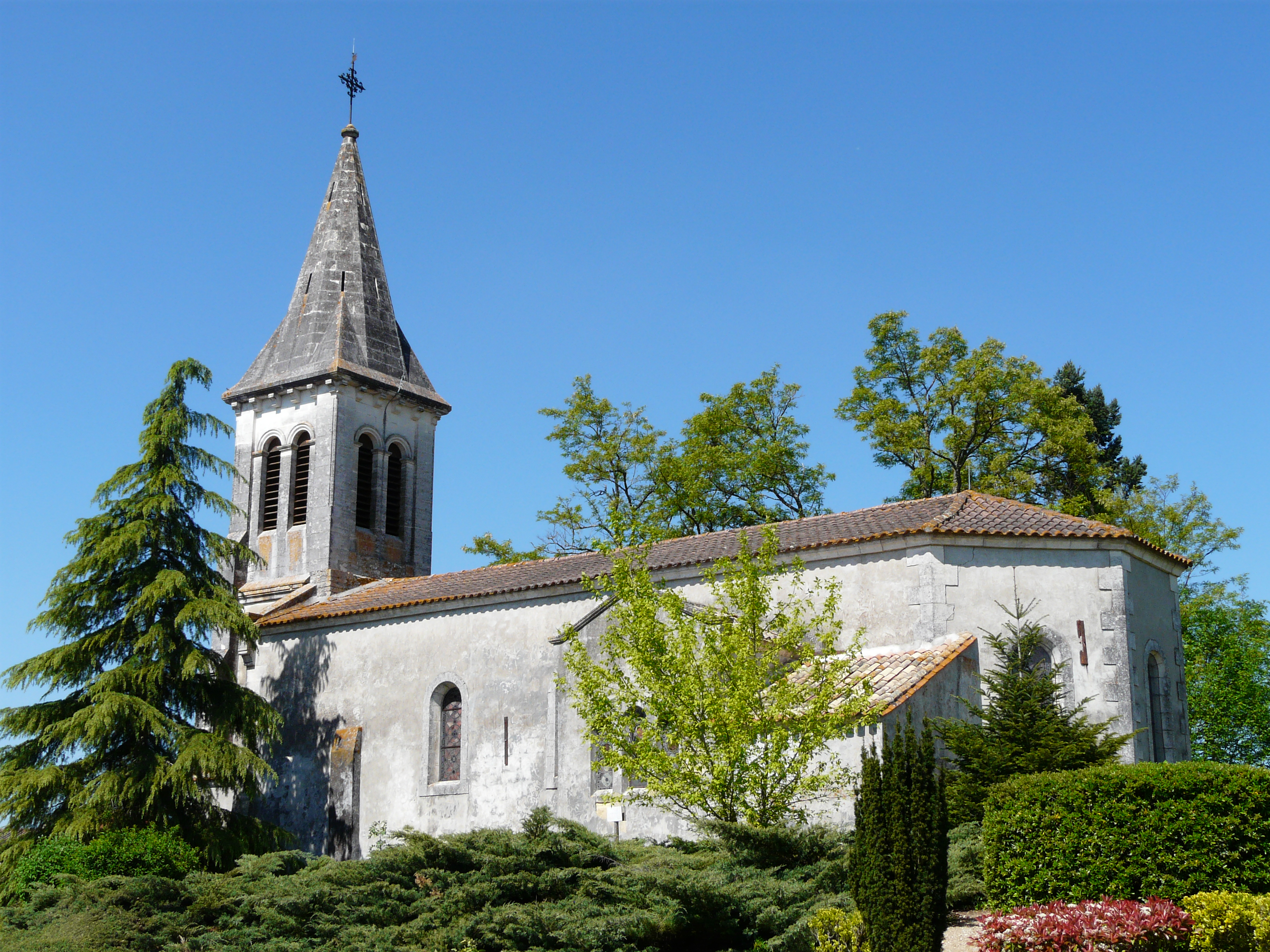
Kerk

Eygurande-et-Gardedeuil is een gemeente in het Franse departement Dordogne (regio Nouvelle-Aquitaine) en telt 296 inwoners (1999). De plaats maakt deel uit van het arrondissement Périgueux.

## Geografie
De oppervlakte van Eygurande-et-Gardedeuil bedraagt 37,5 km², de bevolkingsdichtheid is 7,9 inwoners per km².
De onderstaande kaart toont de ligging van Eygurande-et-Gardedeuil met de belangrijkste infrastructuur en aangrenzende gemeenten.

## Demografie
Onderstaande figuur toont het verloop van het inwonertal (bron: INSEE-tellingen).